# Pieter van Aelst

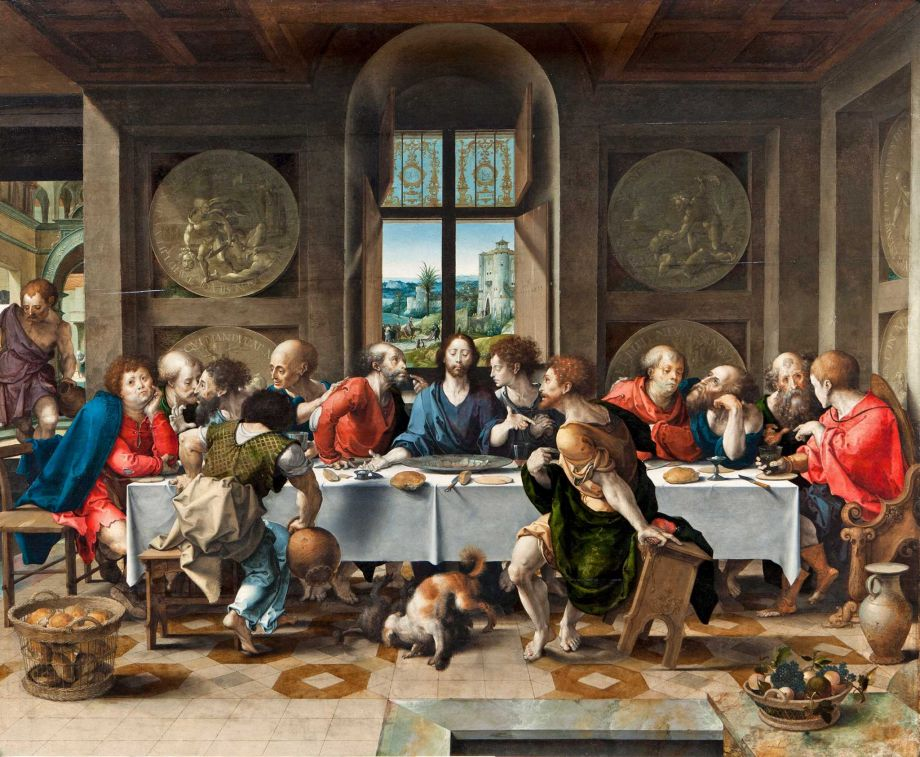
"Jesu sista måltid"

Pieter Coecke van Aelst, född 14 augusti 1502 i Aalst, död 6 december 1550 i Bryssel, var en flamländsk målare, skulptör, arkitekt, konstvetare och mönstertecknare för tapettillverkning.
Coecke van Aelst översatte Vitruvius och Sebastiano Serlios arbeten, och befrämjade därigenom renässansens utveckling i Nederländerna.
Han är mest känd för sina bildvävar. Han ledde 1519 arbetet med att väva en rad tapeter med motiv ur Apostlagärningarna till påven Leo X. Tapeterna vävdes i Bryssel efter skiss av Rafael.
Han var lärare och svärfar till Pieter Bruegel den äldre.